# Roman Matsov
Roman Matsov (russisch Роман Вольдемарович Матсов; * 27. April 1917 in Petrograd, Russland; † 24. August 2001 in Tallinn, Estland) war ein estnischer Dirigent und Violinist.

## Leben und Musik
Roman Matsov schloss 1940 sein Studium in den Fächern Klavier (bei Theodor Lemba) und Violine (in der Klasse von Johannes Paulsen) am Tallinner Konservatorium ab. Von 1938 bis 1940 war er als Geiger beim Sinfonieorchester des Estnischen Rundfunks (estnisch Riigi Ringhäälingu Sümfooniaorkester) beschäftigt. Bei Georg Kulenkampff und Walter Gieseking in Berlin und am Leningrader Konservatorium bildete er sich fort, auch zum Dirigenten.
Während des Zweiten Weltkriegs gründete Matsov mit anderen estnischen Musikern in Jaroslawl hinter der Front ein estnisches Sinfonieorchester. Mit der Besetzung Estlands durch die Sowjetunion kehrte Matsov im Herbst 1944 in seine Heimat zurück. Er russifizierte seinen Namen und trat in die Rote Armee ein. Bei Kämpfen um Leningrad gegen finnische Einheiten wurde er am rechten Arm verwundet, die Beweglichkeit der Finger blieb fortan eingeschränkt. Matsov wurde nach Jaroslawl gebracht, wo er die armenische Geigerin Asmik Agekjan heiratete.
1946 gewann Roman Matsov beim Unionswettbewerb für junge Dirigenten in Leningrad den zweiten Preis. Er wurde in der Folgezeit einer der angesehensten Dirigenten der Estnischen SSR. Von 1947 bis zu seinem Tod war Matsov Dozent am Staatlichen Tallinner Konservatorium, ab 1977 mit dem Titel eines Professors. Zu seinen bekanntesten Schülern gehören Peeter Lilje, Tõnu Kaljuste, Jüri Alperten und Arvo Volmer.
Von 1950 bis 1963 war er Chefdirigent des Estnischen Radiosinfonieorchesters, das er zu einem der führenden Sinfonieorchester der UdSSR weiterentwickelte. Dort dirigierte er von 1944 bis 1988. Zahlreiche Konzerttourneen führten Matsov und das Orchester auch ins Ausland.
Der enge und vertrauensvolle Kontakt mit Schostakowitsch haben sein Leben und seine Arbeiten geprägt. In Matsovs Nachlass finden sich zahlreiche Autographe Schostakowitsch und anderer, in der Sowjetunion unpopulär gewordener Komponisten, die Matsov unterstützt hat.

## Auszeichnungen
1954 erhielt Matsov den Titel eines „Verdienten Künstlers der Estnischen SSR“. 1967 wurde ihm die Auszeichnung „Nationalkünstler der Estnischen SSR“ verliehen.